# Fuso (marka samochodów)
Fuso – marka samochodów ciężarowych i autobusów produkowanych przez japońskie przedsiębiorstwo Mitsubishi Fuso Truck and Bus Corporation (MFTBC, 三菱ふそうトラック・バス株式会社), którego większościowym udziałowcem jest koncern Daimler Truck (89,29% udziałów).
Główny zakład produkcyjny modeli ciężarowych znajduje się w Kawasaki, gdzie mieści się także siedziba przedsiębiorstwa. Produkcja autobusów odbywa się w zakładzie w Toyamie. Poza Japonią samochody ciężarowe tej marki produkowane są w Tramagal, w Portugalii.
Jednym z głównych produktów tej marki jest rodzina lekkich samochodów ciężarowych Canter, której pierwsza generacja zaprezentowana została w 1963 roku. Do 2023 roku wyprodukowanych zostało ponad 4,5 mln egzemplarzy tego modelu.

## Historia
Marka należała pierwotnie do konglomeratu Mitsubishi. Stworzona została w 1932 roku, a pierwszym produktem nią opatrzonym był autobus wyprodukowany w zakładzie Mitsubishi Zōsen, w Kobe. Nazwa Fuso (扶桑), wybrana w wyniku konkursu wśród pracowników zakładu, to archaiczna, poetycka nazwa Japonii wywodząca się z języka chińskiego.
Na początku XXI wieku marka była własnością Mitsubishi Motors. W 2003 roku dział produkcji samochodów ciężarowych i autobusów został wydzielony jako osobna spółka – Mitsubishi Fuso Truck and Bus Corporation, której 43%-udziałowcem został niemiecki koncern DaimlerChrysler AG. Marka Fuso zmagała się wówczas z kryzysem wizerunkowym, wywołanym serią wypadków z udziałem pojazdów tej marki, spowodowanych przez wady konstrukcyjne, których istnienie zatajane było przez Mitsubishi Motors na przestrzeni wielu lat.
DaimlerChrysler AG (od 2008 roku Daimler AG) zwiększył udziały w spółce w latach 2004 (do 65%), 2005 (do 85%) i 2011 (do 89,29%). Podczas reorganizacji koncernu Daimler AG, Fuso weszło w skład nowo wyodrębnionej spółki Daimler Truck AG, usamodzielnionej w 2021 roku.
W maju 2023 roku Daimler Truck AG oraz Toyota Motor Corporation zawarły porozumienie, w ramach którego Fuso oraz należące do Toyoty Hino Motors mają zostać połączone w nową spółkę publiczną, co ma nastąpić przed końcem 2024 roku.